# Intellegentior sum senibus
Intellegentior sum senibus
(alla lettera: ho più senno di chi precede negli anni) è una frase in lingua latina tratta dal versetto 100 del Salmo 118, tradizionalmente recitato nelle ore canoniche. Nel Breviario romano che suddivide il Salmo 118 tra le diverse ore del giorno, è recitata nell'ora sesta (mezzogiorno).
La locuzione è completata con l'espressione quia mandata tua observo (alla lettera: perché rispetto i tuoi comandamenti).
Nella Vulgata  la frase ha lo stesso significato, ma la dizione è leggermente diversa, recitando:Super senes intellexi, quia mandata tua servavi.

Nel mondo ebraico l'anzianità costituiva un elemento molto importante nella gerarchia sociale. L'affermazione del salmista era, perciò, rivoluzionaria per la cultura dell'epoca.
L'espressione è entrata nell'uso comune tutte le volte che si rivendica solo ad elementi oggettivi relativi ai contenuti e non all'età anagrafica l'autorevolezza delle asserzioni proposte.